# 105 mm T8
Il 105 mm Gun T8 era un cannone controcarri statunitense sviluppato a metà degli anni quaranta. Il prototipo di questo pezzo era l'ottimo 8.8 cm PaK 43/41 tedesco, catturato dall'U.S. Army in Francia. Lo sviluppo iniziò nell'ottobre del 1944; il cannone giunse alle prove sul campo nel febbraio 1946. Subito dopo il progetto venne cancellato.

## Storia

### Sviluppo
Nel dicembre 1942, le forze alleate constatarono che i nuovi veicoli corazzati tedeschi erano resistenti ai proietti che cannoni anticarro da 57 mm, i più potenti allora disponibili. L'US Ordnance Department iniziò gli studi preliminari di un progetto simile al cannone 88 mm PaK 43/41, derivato a sua volta dal pezzo antiaereo 8,8 cm FlaK. La prima proposta del dipartimento era una combinazione tra la bocca da fuoco del 90 mm M1, incavalcato sul sistema di rinculo M2 dell'obice 105 mm M2A1. Il nuovo cannone venne denominato 90 mm anti-tank gun T8 on carriage T5'.
L'affusto T5 non venne però accettato a causa delle debolezze strutturali riscontrate nelle prove di traino fuoristrada. Dopo aver testato due affusti riprogettati, la versione T5E2 venne accettato in servizio limitato. Dopo ulteriori prove presso l'Aberdeen Proving Grounds, il cannone 90 mm T8 si dimostrò troppo pesante. Furono testati affusti alternativi, ma nessuno di questi venne accettato.
Vennero proposte e testate due nuove accoppiate cannone/affusto. Il progetto infine selezionato fu l'accoppiata tra il cannone T20E1 e l'affusto T15. Entro il 1944 vennero completati tre prototipi e venne ordinato un lotto di 400 esemplari. Uno dei tre prototipi venne inviato nel febbraio 1945 nel teatro europeo con la Missione Zebra, una squadra di tecnici americani inviata in risposta alle critiche sull'inadeguatezza dei cannoni anticarro allora in servizio.

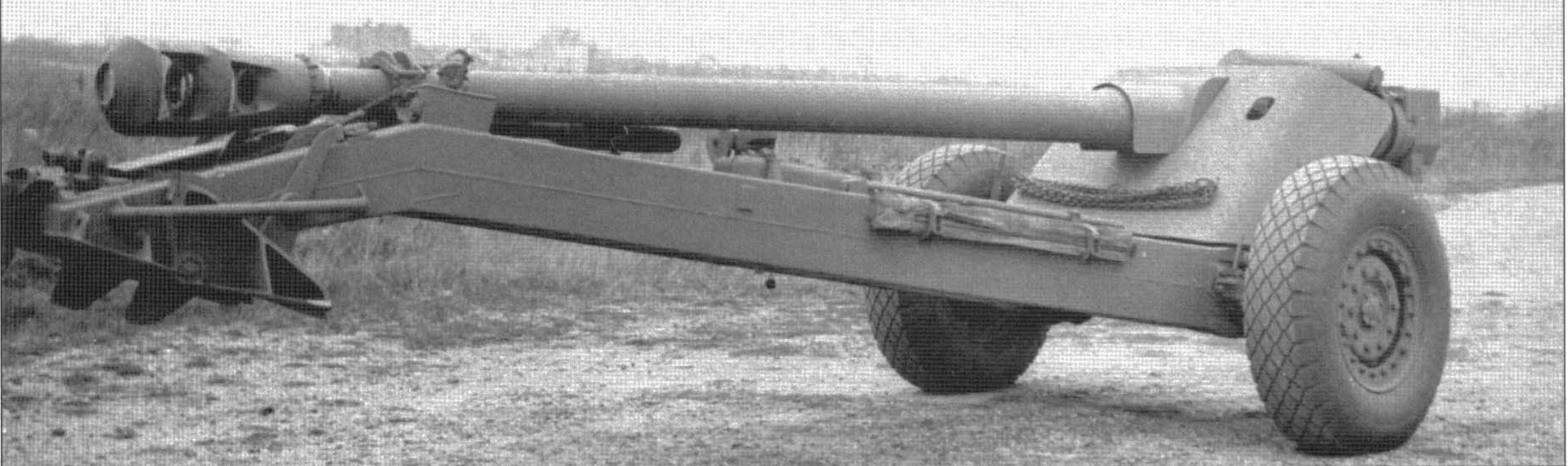
Prototipo del 105 mm anti-tank gun T8 on carriage T17 in posizione di traino, con il primo modello di ruote, prima dell'introduzione delle ruote al magnesio.

Alla fine del 1945 l'intera questione dei cannoni anticarro venne riesaminata per valutare l'effettiva necessità di una nuova bocca da fuoco di maggior calibro, esigenza che non esisteva nel teatro del Pacifico, in quanto le corazze giapponesi venivano tranquillamente perforate dal cannone da 37 mm e da 57 mm allora disponibili. Invece in Europa il Panzer VI Tiger II e lo Jagdpanzer VI Jagdtiger risultavano totalmente invulnerabili ai cannoni allora in uso o proposti per l'acquisizione. In ottobre 1944 iniziarono quindi i lavori per una versione più potente in calibro 105 mm del cannone T8, usando l'affusto a code divaricabili T19.
Il 105 mm anti-tank gun T8 pesava circa 8 tonnellate, era dotato di affusto a code divaricabili e ruote al magnesio con pneumatici in gomma sintetica. In posizione di traino, la culla veniva ruotata di 180° per ridurre la lunghezza del pezzo. Il cannone sparava un proiettile perforante da 17,7 kg ad una velocità alla volata di 945 m/s, con una capacità di penetrazione di 210 mm a 1.000 m di acciaio omogeneo, inclinato di 0°.

### Produzione
Vennero realizzati due prototipi; uno di questi è esposto presso l'United States Army Ordnance Museum, Aberdeen (Maryland).